# Sørup (Rebild Kommune)
 For alternative betydninger, se Sørup. (Se også artikler, som begynder med Sørup)
Sørup er en landsby i det centrale Himmerland med 392 indbyggere  (2024). Sørup er beliggende i Buderup Sogn fire kilometer vest for Støvring og 22 kilometer syd for Aalborg. Landsbyen ligger i Region Nordjylland og hører til Rebild Kommune. Byens idrætsklub går under navnet Sørup IF. Idrætsforeningen tæller 2 fodboldhold samt en badmintonafdeling. Indtil omkring 2010 havde foreningen desuden også en håndboldafdeling. Fodboldafdelingen har haft deres bedste seniorhold i Serie 3 og var på daværende tidspunkt det højst rangerende hold i den gamle Støvring Kommune.